# Alexandru Vlad
Alexandru Nicolae Vlad (6 de diciembre de 1989 (35 años) es un futbolista rumano que juega como defensa central, para el club de la Liga Premier de Ucrania FC Dnipro Dnipropetrovsk.

## Carrera

### Dnipro
El 4 de julio de 2013, Vlad firmó un contrato con el equipo ucraniano FC Dnipro Dnipropetrovsk.

## Honores

### Club
Pandurii
- Liga I (1): subcampeón 2013

FC Dnipro Dnipropetrovsk
- Liga Europa de la UEFA (1): subcampeón 2014–15